# الدنمارك في الحرب العالمية الثانية
في بداية الحرب العالمية الثانية أعلنت الدنمارك حيادها، وظلت مَحميَّة معظم مدة الحرب، حتى احتلتها ألمانيا. قُرر احتلال الدنمارك في برلين يوم 17 ديسمبر 1939. في 9 أبريل 1940 نفذت ألمانيا النازية القرار، فاحتلتها بعملية فيزروبونغ. واصل الملك والحكومة عملهما كالمعتاد في أي دولة محمية فعلًا، حتى وضعت ألمانيا الدنمارك تحت الحكم العرفي العسكري في 29 أغسطس 1943، وبقي الوضع هكذا حتى انتصر الحلفاء في 5 مايو 1945. واصلت المؤسسات الدنماركية عملها بصورة طبيعية نسبيًّا حتى 1945، خلاف بقية الدول التي احتلتها ألمانيا. بقي الملك والحكومة في البلاد على علاقة قلقة مضطربة بين النظام الديمقراطي والشمولي، إلى أن استقالت الحكومة الدنماركية احتجاجًا على مطالبة ألمانيا بتطبيق عقوبة الإعدام على تهمة التخريب.

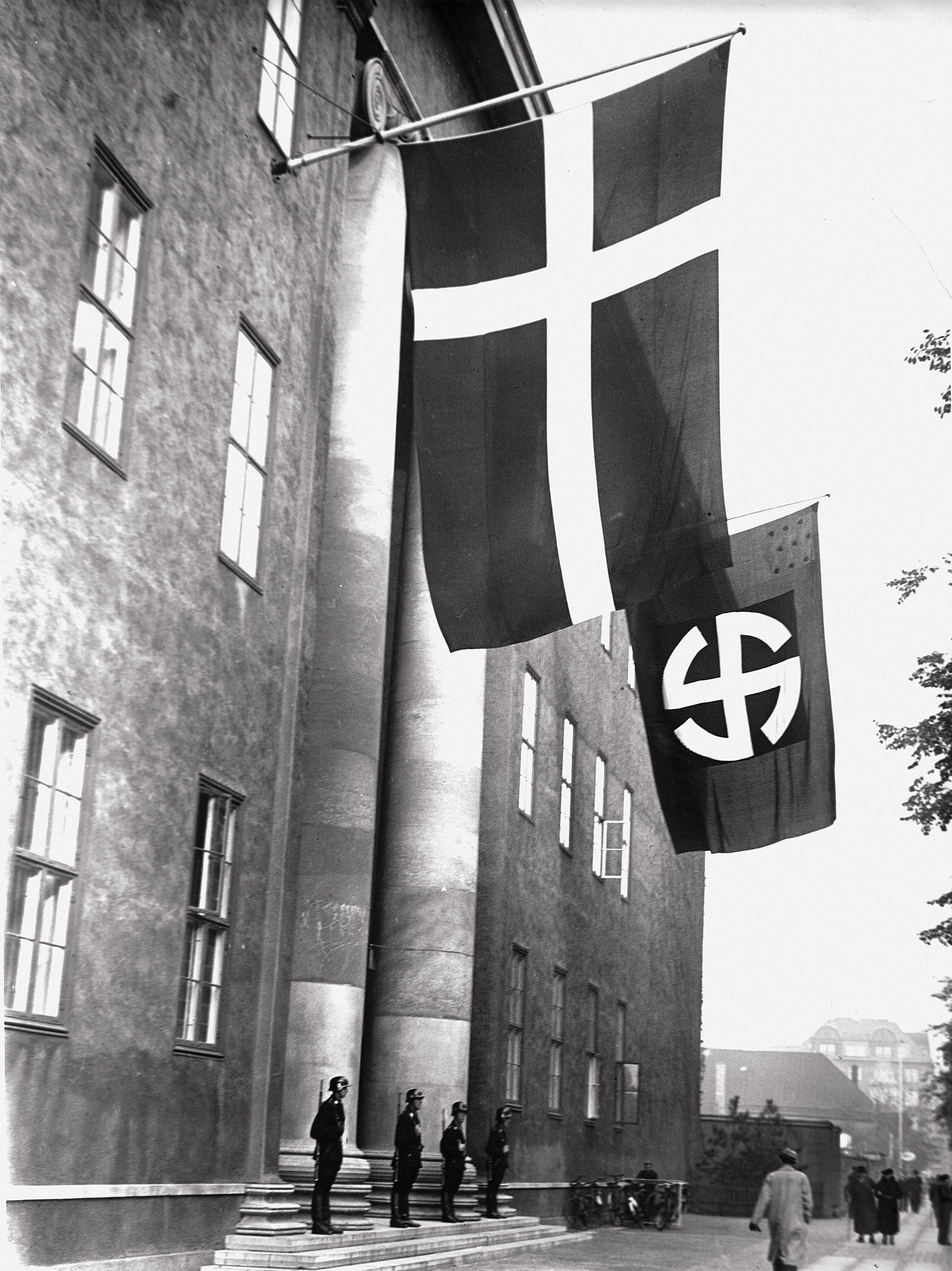

مات نحو 3,000 دنماركي نتيجة مباشرة للاحتلال (فوقهم: 2,000 متطوع في «فيلق الدنمارك الحر» و«ڤافن إس إس» -ومعظمهم كانوا من الأقلية الألمانية في جنوب الدنمارك- ماتوا محارِبين في صف ألمانيا على الجبهة الشرقية، ومات 1,072 تاجرًا بحريًّا في خدمة الحلفاء). لكن هذا العدد إجمالًا أقل جدًّا من أعداد الدول المحتلة الأخرى ومعظم الدول المحارِبة.
نشأت حركة مقاومة فعالة ضد الاحتلال النازي قرب نهاية الحرب، وأُنقذ معظم اليهود الدنماركيين في 1943، بعدما أمرت السلطات الألمانية باعتقالهم ضمن حوادث الهولوكوست.

## الغزو
لم يكن احتلال الدنمارك هدفًا مهمًّا للحكومة الألمانية في البداية، لكنها أقدمت عليه لسببين: تسهيلًا لهدف أهم كانت خططت له، هو غزو النرويج، وإجراءً وقائيًّا من رد بريطاني متوقع. رأى المخطِّطون العسكريون الألمانيون أن عملياتهم في النرويج يَلزمها إنشاء قاعدة في شمال يوتلاند -مطار آلبورغ تحديدًا- فخططوا لاحتلال أجزاء من الدنمارك. حتى فبراير 1940 لم يكن أي قرار احتلالي قد اتُّخذ بعد. حُسم الأمر عندما شطب أدولف هتلر عبارة «طرف يوتلاند الشمالي» وكتب مكانها كلمة «الدنمارك».
كان شمال يوتلاند الدنماركية موطنًا لنسبة كبيرة جدًّا من الأقلية الألمانية، وكانت المقاطعة قد استُرِّدت من ألمانيا بعد استفتاء عامّ ناتج عن معاهدة فرساي، ومع ذلك لم تَبد ألمانيا مستعجلة ولا حريصة على ضمّها مجدَّدًا. أمل بعض النازيين في ضم الدنمارك في مرحلة ما إلى «اتحاد نوردي»، لكن لم تَر فكرتهم هذه النور. كان المبرر الألماني الرسمي للاحتلال: الرغبة في حماية الدنمارك من غزو بريطاني.
في 4:15 من صباح 9 إبريل 1940، عبرت القوات الألمانية حدود الدنمارك المحايدة. بدأت العملية المنسَّقة بأن أنزلت سفن ألمانية قوات لدى مراسي كوبنهاغن. قاوم جنود دنماركيون في عدة مواقع على رغم قلة العدد والعتاد، أهمهم: الحرس الملكي في كوبنهاغن، ووحدات في جنوب يوتلاند. أثناء العبور أسقطت طائرات ألمانية منشورات «أوبروب» الشهيرة على طرقات كوبنهاغن، داعيةً الدنماركيين إلى الاستسلام بلا مقاومة، وزاعمة أن الاحتلال لحماية الدنمارك من فرنسا وبريطانيا العظمى. لاحقًا أكد العقيد لوننج (كان مخابراتيًّا بالجيش الدنماركي) أن الاستخبارات الدنماركية كانت على علم بأن الهجوم سيقع في 8/9 إبريل، فحذرت الحكومة، وأصدر هيرلوف سيلي (السفير الدنماركي في ألمانيا حينئذ) تحذيرًا مباشرًا، لكن أُهمل التحذيران.
من سرعة الأحداث لم يسنح للحكومة الدنماركية وقت لإعلان الحرب على ألمانيا، لكن موقفها كان ضعيفًا على كل حال: لم تكن مساحتها وعدد سكانها بشيء أمام ألمانيا، فلم تكن لتصمد فترة تُذكر، كانت أراضيها المنبسطة تسهُل جدًّا للدبابات الألمانية اجتياحها، فمنطقة يوتلاند مثلًا ملاصقة لمنطقة شلسفيغ هولشتاين الألمانية، ولذا كانت مفتوحة على مصراعيها لهجوم دبابيّ سهل. وليس في الدنمارك سلاسل جبلية مساعِدة على المقاومة كما في النرويج.
مات في الاجتياح 16 جنديًّا دنماركيًّا، وبعد ساعتين استسلمت الحكومة الدنماركية، إذ رأت المقاومة غير مجدية، وأملت أن تتوصل إلى اتفاق مربح مع ألمانيا. كانت أرض يوتلاند المنبسطة مثالية لعمليات الألمانيين، وحال هجومهم المباغت على كوبنهاغن دون أي محاولة للدفاع عن زيلاند. وفوق ذلك سارعت ألمانيا إلى ترسيخ سيطرتها على جسر الحزام الصغير، فسهَّلت لنفسها الوصول إلى جزيرة فين. رأى مجلس الوزراء الدنماركي أن مواصلة المقاومة لن تسفر إلا عن خسائر غير مجدية في الأرواح الدنماركية، فقرر الخضوع لألمانيا «مع إعلان احتجاجه». كانت القوات الألمانية أعلى تقنيًّا وأعظم عددًا، بل كانت القوات الدنماركية إلى جانبها قزمة، بأسلحتها تلك التي عفا عليها الزمن (التي كانت جزءًا من سياسة الدنمارك قبل الحرب، إذ خشيت استعداء الألمانيين إن زودت جنودها بأسلحة حديثة). حتى لو قاومت الدنمارك مقاومة شديدة، فلم تكن لتصمد طويلًا. ثارت أسئلة حول ما بدا على الألمانيين من استبعاد لأي مقاومة، إذ اجتاحوا الدنمارك بسُفن ومركبات غير مدرعة.

### جُزر فارو
بعد احتلال الدنمارك، غزت القوات البريطانية جزر فارو في 12 أبريل عام 1940 غزوًا استباقيًّا غير دموي، للحيلولة دون أن تحتلها ألمانيا.
تغلبت بريطانيا على مناطق كانت الدنمارك تقدِّم فيها الدعم، فصارت الجزر بذلك معتمدة على المملكة المتحدة، وبدأت المملكة تشارك في الإنتاج السمَكي، وأمدت الجزر بالسلع اللازمة.
حصّن البريطانيون مواقع إستراتيجية مهمة. نُشر نحو 8,000 جندي بريطاني في جزر فارو -وكان فيها حينئذ 30,000 ساكن-. هاجم الألمانيون الجزر مرارًا وتكرارًا، لكن دون إصابات تُذكر. لكن فُقد 25 مركبًا فارويًّا، ومات 132 بحارًا (نحو 0.4% من سكان فارو حينئذ).

## حكومة الوصاية 1940- 1943
نشأ قدر كبير من التفاعل بين الدنمارك وألمانيا منذ القدم. في عام 1920، استعادت البلاد حيازة الجزء الشمالي من مقاطعة شليسفيغ عقب خسارتها المقاطعات خلال حرب شليسفيغ الثانية في عام 1864. انقسم الشعب الدنماركي حيال السياسة المثلى تجاه ألمانيا. كان البعض منهم من النازيين المتحمسين، واستكشف البعض الإمكانيات الاقتصادية لتزويد المحتلين الألمان بالإمدادات والسلع، وشكل آخرون في نهاية المطاف مجموعات مقاومة بغية الاشتراك بالجزء الأخير من الحرب. مع ذلك، امتثل أغلب الدنماركيين للألمان بشكل غير مقصود. لُقّبت الدنمارك بجبهة الكريما، وذلك بسبب سهولة احتلالها نسبيًا وكمية الألبان الكبيرة التي تنتجها.
أبدت السلطات الدنماركية موقفًا تعاونيًا، ونتيجة لذلك ادعى المسؤولون الألمان أنهم «سيحترمون السيادة الدنماركية والسلامة الإقليمية، فضلًا عن الحياد». تساهلت السلطات الألمانية مع الدنمارك لعدة أسباب: المصلحة الوحيدة التي تبتغيها ألمانيا من الدنمارك، وهي فائض المنتجات الزراعية، والتي ستتوفر بموجب سياسة أسعار الأغذية وليس الرقابة والتقييد (تشير بعض السجلات الألمانية إلى أن الإدارة الألمانية لم تدرك هذه الإمكانية تمامًا قبل الاحتلال، ما يجعل ذلك موضعًا للشك)؛ وقلق ألمانيا البالغ إزاء اعتماد الاقتصاد الدنماركي على التجارة مع بريطانيا إلى الحد الذي قد ينهار اقتصادها بسبب الاحتلال، واستغل المسؤولون الدنماركيون هذا القلق للحصول على تنازلات مبكرة لتحقيق تعاون معقول؛ ورغبة ألمانيا في الترويج لنفسها من خلال جعل الدنمارك، كما وصفها هتلر، «محمية نموذجية»؛ وعلى رأس هذه الأهداف الأكثر عملية، رأت أيديولوجية العرق النازي أن الدنماركيين زملاء آريين من الشمال الأوروبي، أي يمكن الوثوق بهم في التعامل مع شؤونهم الداخلية إلى حد ما.
ساهمت هذه العوامل مجتمعة في توافق العلاقات بين الدنمارك وألمانيا النازية. بقيت الحكومة قائمة دون مساس إلى حد ما، وواصل البرلمان عمله كما كان عليه من قبل. تمكنت الدنمارك من بسط قدر كبير من سيطرتها السابقة على السياسة الداخلية. اضطلع الدنماركيون بالإشراف على أجهزة الشرطة والنظام القضائي، وخلافًا لمعظم الدول المحتلة، بقي الملك كريستيان العاشر معتليًا عرش حكم الدولة الدنماركية. مثّل أحد مفوضي الرايخ، وهو دبلوماسي اعتمدته السيادة الألمانية، الرايخ الألماني، واضطلع سيسيل فون رينث فينك بأعمال هذا المنصب، وتلاه المحامي والجنرال فيرنر بست في نوفمبر 1942.
أيّد عموم الرأي العام الدنماركي الحكومة الجديدة، ولا سيما عقب سقوط فرنسا في يونيو 1940. ساد شعور عام بضرورة مواجهة الواقع المزعج للاحتلال الألماني بأقصى قدر ممكن من الواقعية، وذلك نظرًا إلى الحالة الدولية. أدرك الساسة أنهم سيُرغَمون على محاولة حثيثة للحفاظ على الموقف الدنماركي الفريد من خلال تقديم جبهة موحدة إلى السلطات الألمانية، فشكلت جميع الأحزاب الديمقراطية الرئيسية حكومة جديدة معًا. اتفق البرلمان والحكومة على التعاون الوثيق. على الرغم من أن أثر ذلك أوشك على إنشاء دولة نظام الحزب الواحد، إلا أنها بقيت حكومة تمثيلية.
خضعت الحكومة الدنماركية لسيطرة الاشتراكيين الديمقراطيين، بما في ذلك رئيس الوزراء قبل الحرب ثورفالد ستونينغ، الذي عارض الحزب النازي بشدة. أُصيب ثورفالد بالإحباط الشديد إزاء إمكانات أوروبا في ظل النازية. مع ذلك، اتبع حزبه إستراتيجية قائمة على التعاون، على أمل الحفاظ على الديمقراطية والسيطرة الدنماركية في الدنمارك لأطول فترة ممكنة. تعيّن على الحزب العمل على العديد من القضايا في الأشهر التي تلت الاحتلال. في محاولة لإرضاء الألمان، عرّض الحزب الديمقراطية والمجتمع الدنماركيين للخطر بعدة وسائل:
- حظر المقالات الصحفية والتقارير الإخبارية التي من شأنها أن تعرض العلاقات الألمانية الدنماركية للخطر، مما يشكل انتهاكًا صريحًا للحظر الدستوري الدنماركي على الرقابة.[14]
- في 22 يونيو 1941، حيث بدأت ألمانيا هجومها على الاتحاد السوفيتي، طالبت السلطات الألمانية في الدنمارك باعتقال الشيوعيين الدنماركيين. امتثلت الحكومة الدنماركية واستخدمت السجلات السرية، واعتقلت الشرطة الدنماركية 339 شيوعيًا. في انتهاك للدستور الدنماركي، سُجن 246 من المعتقلين، بما في ذلك الأعضاء الشيوعيين الثلاثة في البرلمان الدنماركي، في معسكر هورسرود. في 22 أغسطس 1941، وفي انتهاك آخر للدستور الدنماركي، أقر البرلمان الدنماركي (بدون أعضائه الشيوعيين) القانون الشيوعي، وحظر الحزب الشيوعي والأنشطة الشيوعية. في عام 1943، نُقل نحو نصف المُعتقلين إلى معسكر اعتقال شتوتهوف، حيث توفي 22 منهم.[15]
- في أعقاب هجوم ألمانيا على الاتحاد السوفيتي، انضمت الدنمارك وفنلندا الزميلة إلى حلف مناهضة الكومنترن. نتيجة لذلك، عُثر على العديد من الشيوعيين ضمن الأعضاء الأوائل في حركة المقاومة الدنماركية.[13]
- أُعيد توجيه الإنتاج الصناعي والتجارة الصناعية نحو ألمانيا، ويُعزى ذلك جزئيًا إلى الواقع الجغرافي السياسي والضرورة الاقتصادية. كان القلق الألماني إزاء حدوث عبء في حال انهار الاقتصاد الدنماركي كما حدث بعد الحرب العالمية الأولى أحد الشواغل الرئيسية. تسبب القلق إزاء اعتماد الدنمارك الشديد على التجارة الخارجية بتوضيح القرار الألماني قبل الاحتلال بشأن السماح للدنماركيين بالمرور عبر حصارهم. اعتادت الدنمارك أن تكون شريكًا تجاريًا رئيسيًا لكل من بريطانيا وألمانيا. رأى العديد من المسؤولين الحكوميين أن توسيع نطاق التجارة مع ألمانيا أمر حيوي للحفاظ على النظام الاجتماعي في الدنمارك. خشيت السلطات أن تؤدي زيادة البطالة والفقر إلى المزيد من التمرد داخل البلاد، إذ اعتاد الدنماركيون إلقاء اللوم على الألمان في حال حدوث أي تطورات سلبية. ساد القلق إزاء قيام السلطات الألمانية بعمليات قمع في حال اندلاع ثورة.[16]
- جرى تسريح العديد من أفراد الجيش الدنماركي، بينما بقيت بعض الوحدات على رأس عملها حتى أغسطس 1943. سُمح للجيش بالاحتفاظ بـ 2,200 من أفراده، فضلًا عن 1,100 فرد من القوات المساعدة. في 10 أبريل 1940، أنشأ الجيش مخابئ سرية للأسلحة فيما لا يقل عن مدينتين. في 23 أبريل 1940، أقام أفراد الاستخبارات العسكرية الدنماركية اتصالات مع نظرائهم البريطانيين من خلال البعثة الدبلوماسية البريطانية في ستوكهولم، وبدأوا إرسال تقارير الاستخبارات إليهم بحلول خريف عام 1940. أصبحت حركة المرور هذه منتظمة وانتهت بحل الألمان الجيش الدنماركي في عام 1943. في أعقاب تحرير الدنمارك، وصف المارشال الميداني برنارد لوست مونتغمري الاستخبارات التي حُشدت في الدنمارك بأنها أمر «لا يُعلى عليه».[17]

مقابل هذه التنازلات، رفضت الحكومة الدنماركية المطالب الألمانية المتمثلة بفرض تشريع يميز ضد الأقلية اليهودية في الدنمارك. رفضت كذلك مطالب تنفيذ عقوبة الإعدام، ورفضت مطالب ألمانيا المتمثلة بالسماح للمحاكم العسكرية الألمانية بالولاية القضائية على المواطنين الدنماركيين. رفضت الدنمارك مطالب نقل وحدات الجيش الدنماركي إلى الاستخدام العسكري الألماني.